# Oberes Molsberger Tal
Das Obere Molsberger Tal ist ein Naturschutzgebiet nahe bei Molsberg, einem Gemeindeteil von Happurg im mittelfränkischen Landkreis Nürnberger Land.

## Lage
Das Naturschutzgebiet Oberes Molsberger Tal liegt im oberen Teil des Molsberger Tales, einem tief eingeschnittenen Tal zwischen Förrenbach und Molsbach.

## Beschreibung
Das Areal ist das älteste ausgewiesene Naturschutzgebiet im Nürnberger Land. Die Ausdehnung beträgt 17,38 Hektar und es trägt die Katasternummer NSG500.003. Das Naturschutzgebiet ist Bestandteil des Natura 2000 Netzwerkes und als Teil des Schutzgebietes DE6534371, Bachtäler der Hersbrucker Alb ausgewiesen.
Den Namen hat das Gebiet vom Molsbach, der hier von 28 Quellen gespeist wird. Der Bach hat sich hier im Laufe der Jahrhunderte tief in die Hänge der Mittleren Frankenalb eingegraben und die geologische Schichtstufenlandschaft entstehen lassen. Die Talhänge sind durchzogen von einem Netz kleiner Bachläufe, die aus Kalktuffquellen gespeist werden. Diese vereinigen sich im Molsbach, der über Kalktuffterrassen talwärts fließt und bei Förrenbach in den Happurger Bach mündet. Die Kalktuffterrassen sind der Grund für die Meldung des Molsberger Tales als FFH-Gebiet (Fauna-Flora-Habitat). Das Schutzgebiet gewährt sehenswerte Einblicke in die charakteristischen Lebensräume des Albtraufs.

## Flora und Fauna
Kleinräumig wechseln sich hier naturnahe Schluchtwälder mit Quellhängen, beweideten Magerrasen, Wacholderbüschen, Wiesen, Hochstaudenfluren und Kalkschuttfluren ab. Die hohe Biotopvielfalt bringt eine artenreiche Tier- und Pflanzenwelt hervor. Wertvolle Altbaumbestände sind ein Refugium für seltene Insekten- und Vogelarten sowie für Reptilien. Die Quellhänge sind auch der Lebensraum des Feuersalamanders. Das Molsberger Tal wurde bis in die 1960er Jahre als Hutanger genutzt. Im Rahmen des Hutangerprojektes wird seit 2011 durch das Naturschutzzentrum Wengleinpark ein erneuter Beweidungsversuch betrieben.

## Zugang
Das Schutzgebiet ist ganzjährig frei zugänglich. Ein regionaler Wanderweg (Markierung Blauer Punkt) durchzieht das Gebiet parallel zum Molsbach und ist auch an das lokale Wegenetz von Happurg angeschlossen. (Markierung Weiße 8 auf grün).
Ein Besuch ist im Frühsommer besonders lohnend. Eine Infotafel befindet sich im Schutzgebiet.
Parkmöglichkeiten befinden sich oberhalb des Schutzgebietes an der Straße von Schupf nach Molsberg sowie in der Ortschaft Förrenbach.
Mit dem ÖPNV (VGN) ist die Anreise täglich möglich. Zunächst mit Regionalbahn von Nürnberg nach Hersbruck und dann weiter mit der Buslinie 321 von Hersbruck bis zur Haltestelle Molsberg. Von dort sind es 5 Minuten Fußweg. Das Gelände ist auch gut mit dem Fahrrad zu erreichen.

## Umgebung
Die Umgebung bietet Freizeitmöglichen wie Radfahren und Wandern. Etwa 3 Kilometer nordwestlich befindet sich der Happurger See. An der Straße von Happurg nach Schupf ist eine KZ-Gedenkstelle. In Förrenbach, Kainsbach und See befinden sich Gastronomiebetriebe.